# Massimo Cuttitta
Massimo Cuttitta (Latina, Lacio, 2 de septiembre de 1966 - Albano Laziale, Lacio, 11 de abril de 2021) fue un jugador y entrenador de rugby italiano que se desempeñaba como pilar. Fue hermano gemelo del también rugbier Marcello Cuttitta.

## Selección nacional
Fue convocado a la Azzurri por primera vez en abril de 1990 para enfrentar a Polonia y disputó su último partido en marzo de 2000 ante el XV de la Rosa. En resumen jugó 69 partidos y marcó seis tries para un total de 29 puntos (un try valía 4 puntos hasta 1992).

### Participaciones en Copas del Mundo
Disputó las Copas del Mundo de Inglaterra 1991 donde los italianos fueron eliminados en fase de grupos tras ser derrotados por el XV de la Rosa y los All Blacks, en Sudáfrica 1995 donde la Azzurri otra vez resultó eliminada en fase de grupos tras ser derrotada por Manu Samoa e Inglaterra. Cuttitta jugó todos los partidos en ambos torneos y en el último le marcó un try a los ingleses.
| Mundial                       | Sede       | Resultado    | PJ | Tries |
| ----------------------------- | ---------- | ------------ | -- | ----- |
| Copa Mundial de Rugby de 1991 | Inglaterra | Primera fase | 3  | 0     |
| Copa Mundial de Rugby de 1995 | Sudáfrica  | Primera fase | 3  | 1     |

## Muerte
Murió el 11 de abril de 2021 a los 54 años a causa de COVID-19.

## Palmarés
- Campeón del Rugby Europe International Championships de 1995–97.
- Campeón del Campeonato Nacional de Excelencia de 1991, 1993, 1995 y 1996.
- Campeón del Trofeo de Excelencia de 1995.